# Obere Illerbrücken
Die Oberen Illerbrücken (auch Südbrücken) sind zwei nebeneinander im Winkel von 30° über die Iller verlaufende Brücken im Stadtgebiet von Kempten im Allgäu. Errichtet wurden die Bauwerke von der Königlichen Bayerischen Staatseisenbahn zwischen 1904 und 1906. Direkt neben den Oberen Illerbrücken steht die alte König-Ludwig-Brücke aus dem Jahr 1851.
Die Brücken gelten als die größten Stampfbetonbrücken der Welt.

## Geschichte

### Bau und Nutzung bis 1969
1904 bis 1906 errichteten die Bauunternehmen Alfred Kunz aus Kempten und Dykerhoff & Widmann (Niederlassung Nürnberg) die Bogenbrücken nach Plänen des Baurates Beutel. Das nördliche Bauwerk diente mit vier Gleisen als Eisenbahnbrücke für die Streckengleise zum alten Sackbahnhof. Die Brücke ist 36 Meter hoch.
Die bauähnliche, südliche Brücke dient seit ihrer Fertigstellung im Jahr 1906 mit zwei Gleisen dem Eisenbahnverkehr. Sie führte ursprünglich den Güter- und Fernverkehr am Sackbahnhof vorbei zum damaligen Durchgangsbahnhof Kempten-Hegge. Vom Durchgangsbahnhof gab es eine Bahnverbindung zum Sackbahnhof im Zentrum. Die Brücke hat vier Bögen und ist wie die Schwesterbrücke ebenfalls 36 Meter hoch.
Beide Brücken sind etwa 155 Meter lang und haben jeweils 21,6 – 21,6 – 63,8 und 21,6 Meter große Öffnungen. Die Hauptöffnung ist als Dreigelenkbogen ausgebildet.
Beide Brücken stehen unter Denkmalschutz (Akten Nr. D-7-63-000-309).

### Nutzungsänderung ab 1969
Nach dem Bau des neuen Hauptbahnhofes im Jahr 1969 wurde die nördliche Brücke für den Bahnverkehr überflüssig und für den Straßenverkehr umgebaut. Heute überführt sie die vierspurige Ringstraße Schumacherring über die Iller.
Seit 1969 führen die Gleise auf der südlichen Brücke vom neuen Durchgangsbahnhof die Züge auf der Bahnstrecke Kempten (Allgäu)–Neu-Ulm in Richtung Memmingen und auf der Bahnstrecke Buchloe–Lindau in Richtung München.

## Sonstiges
Die Punkband Brutal Verschimmelt besang die Brücken in ihrem Lied Illerbrücken (1982).